# Middle Lake
Middle Lake är en sjö i Kanada.   Den ligger i provinsen Nova Scotia, i den östra delen av landet, 1 100 km öster om huvudstaden Ottawa. Middle Lake ligger 52 meter över havet. Arean är 0,17 kvadratkilometer. Den ligger på ön Kap Bretonön. Middle Lake ligger vid sjön Upper MacMillan Lake. Den sträcker sig 0,5 kilometer i nord-sydlig riktning, och 0,8 kilometer i öst-västlig riktning.
Runt Middle Lake är det glesbefolkat, med 14 invånare per kvadratkilometer.